# Semlow
Semlow är en kommun i Landkreis Vorpommern-Rügen i förbundslandet Mecklenburg-Vorpommern i Tyskland.
Kommunen ingår i kommunalförbundet Amt Ribnitz-Damgarten tillsammans med kommunerna Ahrenshagen-Daskow, Ribnitz-Damgarten och Schlemmin.